# 葉月ひとみ
葉月 ひとみ（はづき ひとみ、1999年2月13日 - ）は、日本の女優、モデル。東京都出身。ドンクルー所属。

## 略歴
幼少期、子役が多く在籍する劇団に所属。芝居を始めるきっかけとなる。
その劇団は小学生になる頃には辞めるが、「いつか私はまた芝居を始めるだろう」という確信めいたものを感じていた。そして高校生になり、演技活動を再開。本格的に女優の道を歩み出す。同時にモデルとしての活動も開始し、いくつかのTVCM、広告などに出演。
2019年に徳島県を舞台とした短編映画『ぞめきのくに』（監督 友利翼）にオーディションを経て主人公である佐伯未紗役に抜擢され、映画初主演。
この作品での演技が評価され、2020年に開催されたショートショートフィルムフェスティバル＆アジア2020において、ジャパン部門ベストアクターアワードを獲得する。

## 出演

### 映画
- 埋もれ木（2005年、監督：小栗康平）
- 燃えよ！失敗女子（2019年、監督：仁同正明）[4][5][6]
- ぞめきのくに（2019年、監督：友利翼） - 主演・佐伯未紗 役
- 鼓動の夏（2020年、監督：清本章太） - 主演・未穂 役
- 思い、思われ、ふり、ふられ（2020年、監督：三木孝浩） - 栞 役
- 朝が来る（2020年、監督：河瀨直美） - マホ 役
- さくら（2020年、監督：矢崎仁司） - 彩子 役
- レンブとゆりかご（2021年、監督：友利翼） - 仲西幸 役（MICHIとダブル主演）
- ゴリラホール（2025年公開予定、監督：Koji Uehara） - 柴田 役[7]
- フェイクアウト！（2025年6月20日、ギグリーボックス）[8]

### 舞台
- トキノカケラ。（2011年）
- 犠牲と補正（2021年、演出：日野翔太）- 主演・富田真琴 役

### テレビドラマ
- SUPER RICH 第10話（2021年12月16日、フジテレビ）
- 六本木クラス 第10話（2022年9月8日、テレビ朝日） - 太陽テレビの女性職員 役
- 女神の教室〜リーガル青春白書〜（2023年1月9日 - 、フジテレビ） - 矢崎瑠衣 役[9]
- この素晴らしき世界（2023年7月20日 - 、フジテレビ） - 櫻井佳音 役
- いちばんすきな花 第2話（2023年10月19日、フジテレビ） - 手塚智香 役

### ネット配信ドラマ
- &美少女 NEXT GIRL meets Tokyo（2017年、FOD/フジテレビ） - 美紅 役
- 呪怨：呪いの家（2020年夏、全6話、Netflix） - 兵藤真衣 役
- うちの弁護士は手がかかる #0（2023年、FOD） - 上条晴香 役[10]
- マリッジプラン（2024年9月、全40話、ショートドラマ配信アプリ「BUMP」） - 弓 役[11]

### CM・広告
- 政府広報 JKビジネス却下「JKは売り物なんかじゃない」オール媒体（2018年3月 - ）
- 秋のマックシェイク・紫いも CM（2018年9月25日 - 2018年10月8日、日本マクドナルド）
- Epic Games「フォートナイト 男女4人」篇（2018年12月28日 - ）
- ハピタス「スマホの住人」篇 CM（2018年11月26日 - 2019年5月25日、オズビジョン）
- 愛知県東海市シティプロモーション映像「このまちでママになる」篇（2019年6月14日 - ）
- FWD富士生命保険「はじめては、一生つづく。」篇（2019年11月11日 - ）
- LINE Xmas 2019「クリスマスに、私はフラれた × あいみょん」恋をしたから篇（2019年11月29日 - ）[12]
- NORTY （2021年8月20日- )
- 山本香料「マスクに貼るアロマ」（2022年2月22日 - ）

### ミュージックビデオ
- illmore「love left.」（2019年）
- 高橋遼「キスでお別れ」（2021年）
- 般若「うまくいく」（2021年）

### プロモーションビデオ
- 小説『オルタネート』（加藤シゲアキ著）オフィシャルプロモーションビデオ（2020年）

## 受賞歴

### 映画
- ショートショートフィルムフェスティバル＆アジア2020 ジャパン部門 ベストアクターアワード（『ぞめきのくに』）[13]